# システム液晶
システム液晶(System On Display)とは液晶ディスプレイ自体に何らかの方法で半導体回路(一般的には液晶を制御する回路)を組み込んだものの総称である。

## CG シリコン システム液晶
シャープと半導体エネルギー研究所が共同開発したCG(Continuous Grain)シリコン技術で作られたシステム液晶。
- 1998年 - シャープと半導体エネルギー研究所、CGシリコン技術を共同開発 通常多結晶シリコン（いわゆるポリシリコン）は、基板上に高温でシリコン層を形成するか、比較的低温でシリコン層を形成する。前者はその温度故に、溶融石英基板が利用される（液晶プロジェクタに用いられている）。後者は昔はアモルファスシリコンしか作成できなかったが、アニール技術の進展により移動度の高いポリシリコン膜が得られるようになって来た（低温ポリシリコンと呼ばれる）。CGシリコンは、高出力レーザによるアニールによりポリシリコンを形成するものであるが、通常の低温ポリシリコンよりも大きな結晶粒を得ることができるのが特徴である。
- 2002年10月 - シャープがCGシリコン技術を応用し、ガラス基板上にZ80CPUを再現
- 2002年12月 - CGシリコン システム液晶を搭載したザウルスSL-C700を発売開始

## Super CG シリコン システム液晶
CG シリコンの約2倍明るく鮮明な表示とバックライトコントロール処理などによる省電力化を両立化。さらに液晶にメモリを内蔵することにより、メールや写真などの静止表示時はCPUの画像伝送を停止し、システム全体で高い省エネ性能を実現させた。シャープのスマートフォンAQUOS PHONEブランドに搭載。

### Super CG シリコン システム液晶搭載のAQUOS PHONEブランド
NTTドコモ向け
- docomo NEXT series AQUOS PHONE ZETA SH-09D
- docomo with series AQUOS PHONE EX SH-04E
- AQUOS PHONE si SH-07E

au向け
- AQUOS PHONE SERIE SHL21

ソフトバンク向け
- AQUOS PHONE Xx 106SH
- PANTONE 6 200SH
- AQUOS PHONE Xx 206SH
- AQUOS PHONE Xx 302SH